# Régiment des fusiliers-chasseurs de la Garde impériale
Le régiment des fusiliers-chasseurs est une unité militaire des guerres napoléoniennes. Il fait partie de la Garde impériale.

## Historique du régiment
- 1806 - Créé et nommé Régiment de fusiliers de la Garde impériale
- 1806 - Renommé 1er régiment de fusiliers de la Garde impériale
- 1809 - Renommé Régiment de fusiliers-chasseurs à pied de la Garde impériale
- 1814 - Dissout.

## Chef de corps
- 1807 : Joseph Boyer de Rébeval
- 1808 : Jean Pierre Lanabère
- 1811 : Pierre Jean François Vrigny
- 1813 : Guillaume-Charles Rousseau
- 1814 : Pierre Boudon de Pompejac

## Batailles
Ce sont les batailles principales où fut engagé très activement le régiment. Il participa évidemment à plusieurs autres batailles, surtout en 1814.
- 1807 : Campagne de Pologne
  - Heilsberg et Friedland
- 1808 : Guerre d'indépendance espagnole
  - Madrid, Medina-del-Rio Seca et Somo-Sierra
- 1809 : Campagne d'Allemagne et d'Autriche
  - Essling
- 1811 : Guerre d'indépendance espagnole
  - Arlavan et Saline
- 1812 : Campagne de Russie
  - Bataille de Krasnoï
  - Bataille de la Bérézina
- 1813 : Campagne d'Allemagne
  - Bataille de Reichenbach,
  - Bataille de Dresde
  - 16-19 octobre : Bataille de Leipzig
- 1814 : Campagne de France
  - Bataille de Bar-sur-Aube,
  - 11 février 1814 : Bataille de Montmirail,
  - Bataille de Meaux,
  - Bataille de Craonne,
  - Bataille de Vitry
  - Bataille de Paris.